# Campeonato Italiano de Rugby 1992-93
El Campeonato de Rugby de Italia de 1992-93 fue la sexagésimo tercera edición de la primera división del rugby de Italia.

## Sistema de disputa
El torneo se desarrolló en dos etapas, una fase regular en la cual los equipos disputaron encuentros en condición de local y de visitante frente a cada uno de sus rivales.
Luego se disputó una etapa de eliminación directa, en la cual los primeros seis equipos de la fase regular clasifican a los cuartos de final, mientras que el campeón y subcampeón de la Serie B clasifican ocupando los dos lugares restantes.
Los últimos dos equipos descienden directamente a la Serie B.

## Desarrollo
- Tabla de posiciones:[1]

| Pos. | Equipo             | Encuentros | Encuentros | Encuentros | Encuentros | Tantos | Tantos | Tantos | Puntos |
| Pos. | Equipo             | PJ         | PG         | PE         | PP         | F      | C      | Dif    | Puntos |
| ---- | ------------------ | ---------- | ---------- | ---------- | ---------- | ------ | ------ | ------ | ------ |
| 1.º  | Amatori Milano     | 22         | 21         | 0          | 1          | 952    | 352    | +600   | 42     |
| 2.º  | San Donà           | 22         | 16         | 0          | 6          | 580    | 338    | +242   | 32     |
| 3.º  | Benetton Treviso   | 22         | 16         | 0          | 6          | 743    | 397    | +346   | 32     |
| 4.º  | Petrarca Padova    | 22         | 15         | 0          | 7          | 569    | 438    | +131   | 30     |
| 5.º  | Rugby Rovigo       | 22         | 13         | 0          | 9          | 568    | 428    | +140   | 26     |
| 6.º  | Amatori Catania    | 22         | 12         | 1          | 9          | 518    | 547    | -29    | 25     |
| 7.º  | Rugby Roma Olimpic | 22         | 9          | 0          | 13         | 525    | 579    | -54    | 18     |
| 8.º  | L'Aquila Rugby     | 22         | 8          | 0          | 14         | 433    | 560    | -127   | 16     |
| 9.º  | Casale             | 22         | 8          | 0          | 14         | 469    | 677    | -208   | 16     |
| 10.º | Rugby Parma        | 22         | 5          | 0          | 17         | 368    | 746    | -378   | 10     |
| 11.º | Rugby Calvisano    | 22         | 4          | 0          | 18         | 370    | 674    | -304   | 8      |
| 12.º | Rugby Lyons        | 22         | 4          | 1          | 17         | 300    | 659    | -359   | 8      |

|  | Clasificado a cuartos de final. |
|  | Descendido a la Serie B.        |

### Cuartos de final
Se incorporan los equipos CUS Roma y Tarvisium, clasificados desde la Serie B.
| Equipo 1         | Equipo 2        | Ida    | Vuelta | Desempate |
| ---------------- | --------------- | ------ | ------ | --------- |
| Amatori Milano   | CUS Roma        | 100-20 | 73-15  |           |
| Petrarca Padova  | Rugby Rovigo    | 19-18  | 13-42  | 42-27     |
| San Donà         | Tarvisium       | 41-3   | 27-18  |           |
| Benetton Treviso | Amatori Catania | 32-7   | 21-11  |           |

### Semifinales
| Equipo 1       | Equipo 2         | Ida   | Vuelta |
| -------------- | ---------------- | ----- | ------ |
| Amatori Milano | Petrarca Padova  | 43-9  | 52-17  |
| San Donà       | Benetton Treviso | 27-28 | 17-25  |

### Final
| 29 de mayo de 1993 | Amatori Milano | 41 - 15 | Benetton Treviso |  |  |

| Bandera de Italia      |
| Campeón Amatori Milano |
| Décimo sexto título    |